# Vaccinium oxycoccos
```

```

Vaccinium oxycoccos, врста је бруснице из породице вресова (Ericaceae). Расте на подручјима умерено хладне климе северне хемисфере, укључујући северне делове Европе, Азије и Северне Америке. Позната је и као мала брусница и мочварна брусница.

## Опис таксона
Ова врста бруснице представља малени хоризонтално положени грм чије лозице избијају директно из корена. Листови су кожасти, имају облик копља и дужине су до 1 цм. Цветови се развијају на врху сваке стабљике, а из њих се развија бобичасти плодови пречника до 1,2 цм. Заједно са гљивама биљке формирају микоризне симбиозе. Размножава се вегетативно преко ризома. 
Vaccinium oxycoccos је доста распрострањена и отпорна врста. Расте у изразито влажним и замочвареним стаништима, те на тресавама. Како су мочварна земљишта презасићена водом, кисела и јако сиромашна храњивим материјама, симбиоза са гљивама омогућава биљкама да долазе до храњивих материја у таквим ситуацијама. 